# Marcel Zamora Pérez
Marcel Zamora Pérez (* 20. März 1978 in Barcelona) ist ein ehemaliger spanischer Duathlet und Triathlet. Er ist Vize-Weltmeister im Duathlon (2005) und fünfmaliger Ironman-Sieger (2006 bis 2010) und wird in der Bestenliste spanischer Triathleten auf der Ironman-Distanz geführt.

## Werdegang
1998 wurde er in der Juniorenklasse Dritter bei der Duathlon-WM in St. Wendel.

### Vize-Weltmeister Duathlon 2005
2005 wurde er Vize-Weltmeister im Duathlon.
Marcel Zamora schaffte im Triathlon zwischen 2006 und 2010 in Nizza den fünfmaligen Sieg in Folge beim Ironman France auf der Langdistanz (3,8 km Schwimmen, 180 km Radfahren und 42,195 km Laufen) und im Juni 2011 belegte er hier den dritten Rang.

Zamora gilt in der Triathlon-Langdistanz-Elite als Bergspezialist.
Im August 2014 erreichte Marcel Zamora beim Embrunman seinen bereits fünften Sieg. Dieses Rennen in den französischen Alpen gilt mit seinem bergigen Streckenverlauf als eines der weltweit härtesten Langdistanzrennen. Seit 2016 tritt er nicht mehr international in Erscheinung.
Marcel Zamora lebt in Banyoles.

## Sportliche Erfolge
| Datum/Jahr    | Rang | Wettbewerb          | Austragungsort | Zeit        | Bemerkung                                                                                      |
| ------------- | ---- | ------------------- | -------------- | ----------- | ---------------------------------------------------------------------------------------------- |
| 28. Mai 2011  | 2    | Bilbao Triathlon    | Bilbao         | 04:04:40    |                                                                                                |
| 17. Apr. 2011 | 2    | TriStar111 Mallorca | Portocolom     | 03:40:56    | 1 km Schwimmen, 100 km Radfahren und 10 km Laufen                                              |
| 30. Okt. 2010 | 3    | Ironman 70.3 Taiwan | Kenting        | 04:11:10,79 | Dritter bei der Erstaustragung                                                                 |
| 7. Sep. 2008  | 4    | Ironman 70.3 Monaco | Monaco         | 04:19:20    | [ 1 ]                                                                                          |
| 2007          | 1    | Ironman 70.3 Monaco | Monaco         | 04:14:14    | Erfolgreiche Titelverteidigung in Monaco                                                       |
| 3. Sep. 2006  | 1    | Ironman 70.3 Monaco | Monaco         | 04:12:14    | Sieg in Monte Carlo vor dem Österreicher Norbert Domnik – neben der Damensiegerin Karin Thürig |

| Datum/Jahr    | Rang | Wettbewerb                  | Austragungsort | Zeit     | Bemerkung |
| ------------- | ---- | --------------------------- | -------------- | -------- | --- |
| 24. Sep. 2016 | 4    | Ironman Mallorca            | Alcúdia        | 08:39:29 | |
| 15. Aug. 2015 | 5    | Embrunman                   | Embrun         | 10:16:10 | |
| 15. Aug. 2014 | 1    | Embrunman                   | Embrun         | 10:02:30 | Sieger auf der Langdistanz und dritter Sieg in Folge                                                                  |
| 25. Mai 2014  | 3    | Ironman Brasil              | Florianópolis  | 08:23:20 | persönliche Ironman-Bestzeit                                                                                          |
| 15. Aug. 2013 | 1    | Embrunman                   | Embrun         | 09:49:20 | Sieger auf der Langdistanz                                                                                            |
| 21. Apr. 2013 | 3    | Samui Triathlon             | Ko Samui       | 06:13:58 | auf der Langdistanz (4 km Schwimmen, 122,65 km Radfahren und 30 km Laufen)                                            |
| 15. Aug. 2012 | 1    | Embrunman                   | Embrun         | 09:39:21 | |
| 26. Juni 2011 | 3    | Ironman France              | Nizza          | 08:40:55 | |
| 15. Aug. 2010 | 1    | Embrunman                   | Embrun         | 09:38:49 | |
| 27. Juni 2010 | 1    | Ironman France              | Nizza          | 08:25:28 | fünfter Sieg in Folge mit neuem Streckenrekord                                                                        |
| 12. Sep. 2009 | 2    | TriStar200 Andalucía        | Cádiz          | 06:12:31 | hinter dem Briten Paul Amey (169 km Radfahren, 1 km Schwimmen und 30 km Laufen)                                       |
| Sep. 2009     | 1    | Challenge Barcelona-Maresme | Barcelona      | 08:15:37 | |
| 15. Aug. 2009 | 1    | Embrunman                   | Embrun         | 09:39:45 | |
| 28. Juni 2009 | 1    | Ironman France              | Nizza          | 08:30:06 | vor dem zweitplatzierten Franzosen Hervé Faure                                                                        |
| 15. Aug. 2008 | 3    | Embrunman                   | Embrun         | 09:48:58 | Dieser Triathlon über die Langdistanz wurde bereits das 25ste Mal in den französischen „Alpes Maritimes“ ausgetragen. |
| 22. Juni 2008 | 1    | Ironman France              | Nizza          | 08:34:03 | Marcel Zamora schafft den Hattrick                                                                                    |
| 13. Apr. 2008 | 12   | Ironman South Africa        | Port Elizabeth | 08:53:39 | |
| 13. Okt. 2007 | 20   | Ironman Hawaii              | Hawaii         |          | |
| 24. Juni 2007 | 1    | Ironman France              | Nizza          | 08:38:45 | |
| 2007          | 7    | Ironman 70.3 Florida        | Florida        |          | |
| 2006          | 24   | Ironman Hawaii              | Hawaii         |          | |
| 27. Juni 2006 | 1    | Ironman France              | Nizza          | 08:33:56 | erster Sieg für Marcel Zamora über die Langdistanz                                                                    |
| 19. Juni 2005 | 2    | Ironman France              | Nizza          | 08:50:50 | |
| 2004          |      | Ironman Florida             | Florida        | 09:25:30 | |
| 7. Juli 2002  | 7    | Ironman Austria             | Klagenfurt     | 08:44    | |

| Datum/Jahr | Rang | Wettbewerb                                     | Austragungsort | Zeit     | Bemerkung                                  |
| ---------- | ---- | ---------------------------------------------- | -------------- | -------- | ------------------------------------------ |
| 2005       | 2    | ITU Long Distance Duathlon World Championships | Barcis         | 03:44:46 | Vize-Weltmeister Duathlon                  |
| 1998       | 3    | ITU Duathlon World Championship Junior Men     | St. Wendel     |          | Dritter bei der Junioren-Weltmeisterschaft |

(DNF – Did Not Finish)